# 翠花胡同
翠花胡同，是位于中国北京市东城区中部的一条胡同。

## 简介
翠花胡同位于中国美术馆和五四大街以南，东西走向。东到王府井大街，西到东黄城根南街，南与东厂北巷相连接，北有支巷通向五四大街。在嘉德艺术中心兴建之前，翠花胡同是一条笔直的胡同，全长322米，宽5米，沥青路面。
翠花胡同明朝属保大坊，称翠花胡同。清朝属镶白旗，沿称翠花胡同。1965年北京市整顿地名时，将南花枝胡同、双辇胡同南部并入。文化大革命中，翠花胡同一度改称人民路十一条，后来恢复原名翠花胡同。第一次国共合作时期，中国国民党北京执行部曾设在翠花胡同8号。翠花胡同9号曾是北洋军阀张勋的住所。翠花胡同12号曾是张西曼的住所。现胡同内有中国民主同盟中央委员会等单位，其他为居民住宅。
翠花胡同西段南侧，原先是黎元洪旧居，在黎元洪任中华民国大总统时为中华民国大总统府。后来许多知名学者如胡适、范文澜、汤用彤、梁思永、张政烺、邓广铭、季羡林等人都曾在这座黎元洪旧居里居住。2010年代，翠花胡同东段（包括胡同南侧的原黎元洪旧居东北部分）被全部拆除，原址兴建嘉德艺术中心。